# 트르제비치구

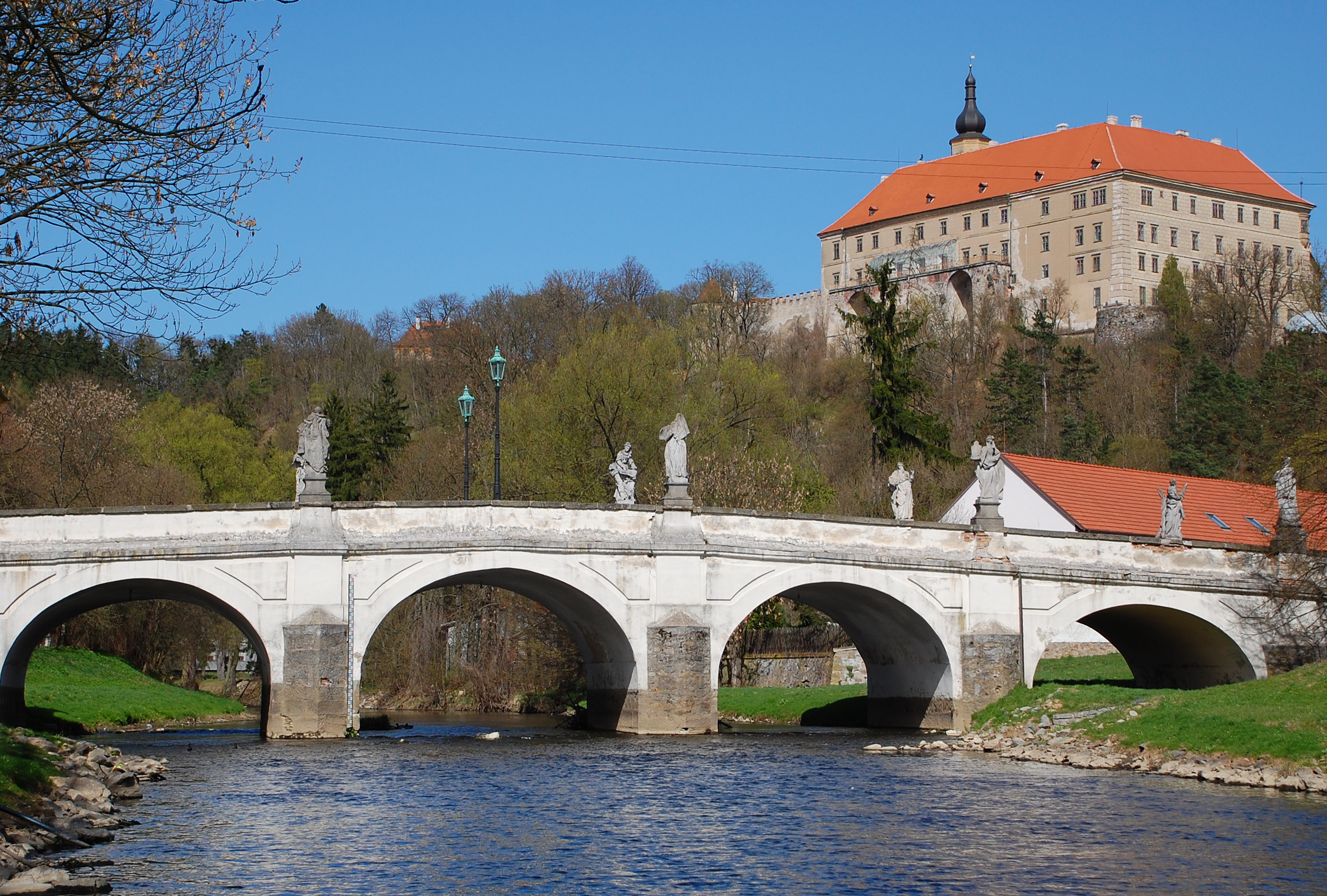
트르제비치구 나메슈티나트오슬라보우에 위치한 바로크 양식의 다리

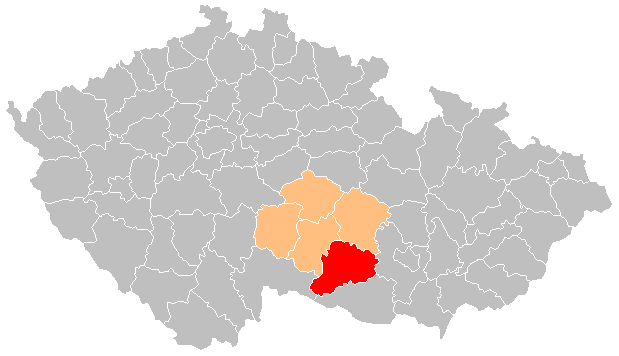
트르제비치구의 위치

트르제비치구(체코어: Okres Třebíč)는 체코 비소치나주를 구성하는 5개 구 가운데 하나로 행정 중심지는 트르제비치이며 면적은 1,463.07km2, 인구는 111,069명(2019년 1월 1일 기준), 인구 밀도는 76명/km2이다.
비소치나주 남부에 위치하며 167개 지방 자치체(16개 시, 151개 마을)를 관할한다. 비소치나주 이흘라바구, 주댜르나트사자보우구, 남모라바주 브르노 교외구, 즈노이모구, 남보헤미아주 인드르지후프흐라데츠구와 접한다.